# Юзеф Ріхтер
Юзеф Ріхтер (нар. 1843 — пом. 17 грудня 1917) — польський науковець, інженер сухопутного та водного будівництва, професор, декан інженерного факультету, ректором Вищої політехнічної школи у 1892—1893 та 1899—1900 роках.

## Життєпис
Юзеф Ріхтер народився у Кракові у 1843 році в родині Юзефа та Агнешки Антоніни Ріхтерів.
Закінчив реальну гімназію у Варшаві в 1860 році та Вищу технічну школу в Цюриху в 1865 році за фахом інженер сухопутного та водного будівництва.
У 1865—1867 роках працював при будівництві залізниці в Польщі, у 1867—1873 роках — в Угорщині та Семиграді.
З 1874 року Юзеф Ріхтер професор Вищої політехнічної школи, декан інженерного відділу в 1880—1884 та 1886—1888 роках. Обирався ректором у 1892—1893, 1899—1900 роках.
У 1902 році вийшов на пенсію. У 1910—1915 роках мешкав у Гориці, у 1915—1916 роках — у Львові на вул. Набєляка, 49 (нині — вул. Івана Котляревського), у 1915—1917 роках — у Штирії. 15 червня 1917 року переїхав у Ланьцут, де і помер 17 грудня 1917 року.

## Особисте життя
Був одружений з Олександрою Пінтовською, з якою мав синів Тадеуша та Станіслава.